# Municipio de Alcester
El municipio de Alcester (en inglés: Alcester Township) es un municipio ubicado en el condado de Union en el estado estadounidense de Dakota del Sur. En el año 2010 tenía una población de 274 habitantes y una densidad poblacional de 2,97 personas por km².

## Geografía
El municipio de Alcester se encuentra ubicado en las coordenadas 43°2′44″N 96°37′19″O / 43.04556, -96.62194. Según la Oficina del Censo de los Estados Unidos, el municipio tiene una superficie total de 92.25 km², de la cual 92,04 km² corresponden a tierra firme y (0,22 %) 0,2 km² es agua.

## Demografía
Según el censo de 2010, había 274 personas residiendo en el municipio de Alcester. La densidad de población era de 2,97 hab./km². De los 274 habitantes, el municipio de Alcester estaba compuesto por el 96,72 % blancos, el 2,19 % eran isleños del Pacífico, el 0,36 % eran de otras razas y el 0,73 % eran de una mezcla de razas. Del total de la población el 0,36 % eran hispanos o latinos de cualquier raza.